# Santo Antão (district de Santa Maria)
Pour les articles homonymes, voir Santo Antão.
Santo Antão est l'un des dix districts dans lesquels se divise la ville brésilienne de Santa Maria, dans l'État du Rio Grande do Sul.

## Limites
| Sede São Valentim Pains Arroio Grande Arroio do Só Passo do Verde Boca do Monte Palma Santa Flora Santo Antão |

Limitée aux districts de Boca do Monte e Sede, et, les municipalités de Itaara e São Martinho da Serra.

## Quartiers
Le district est divisé en quartiers suivants :
1. Santo Antão